# 霍普夫群
數學上，霍普夫(Hopfian)群是指一個群G，使得任何滿同態
{\displaystyle G\twoheadrightarrow G}
都是自同構。另一個等價定義為G不同構於其任何真商群；換言之，若N是G的正規子群，使得G和G/N同構，則N是平凡子群{e}。
餘霍普夫(co-Hopfian)群是指一個群G，使得任何單同態
{\displaystyle G\rightarrowtail G}
都是自同構。另一個等價定義為G不同構於其任何真子群；換言之，若H是G的子群，使得G和H同構，則H=G。
霍普夫群是以海因茨·霍普夫命名。

## 霍普夫群例子
- 有限群
- 多循環擴有限群(polycyclic-by-finite group暫譯，是包含有限指數的多循環子群的一個群。）
- 有限生成的自由群
- 有理數群Q
- 有限生成的剩餘有限群
- 無扭的字雙曲群

## 非霍普夫群例子
- 擬循環群
- 實數群R
- Baumslag–Solitar群BS(2,3)

## 外部連結
- PlanetMath 網頁
- EoM 網頁 （页面存档备份，存于）